# Dietmar Hauer
Dietmar „Didi“ Hauer (* 12. März 1968 in Ybbs an der Donau) ist ein ehemaliger österreichischer Radrennfahrer. Er war Profi beim belgischen Tulip-Team. Bei seiner ersten Teilnahme an der Österreich-Rundfahrt im Jahre 1987 belegte er den zehnten Platz. Im selben Jahr nahm er auch an der Straßen-Radweltmeisterschaft in Villach teil. Seine größten Erfolge erzielte er in den Jahren 1988 und 1990, in denen er die Österreich-Rundfahrt gewann. Hauer ist einer der erfolgreichsten österreichischen Radprofis und gilt als „Glocknerkönig“. Er war Teilnehmer der Olympischen Sommerspiele 1988 in Seoul. Im olympischen Straßenrennen kam er auf den 41. Rang. 1990 gewann er das Etappenrennen Wien–Rabenstein–Gresten–Wien.
Nach dem Karriereende 1994 wechselte er an die HTL Klagenfurt, wo er Mechanik, Maschinenelemente, Konstruktionsübungen, Drehen  und Modellbau unterrichtet.
Dietmar Hauer beendete 2006 den Ironman in Klagenfurt an 69. Stelle.